# Via Roma

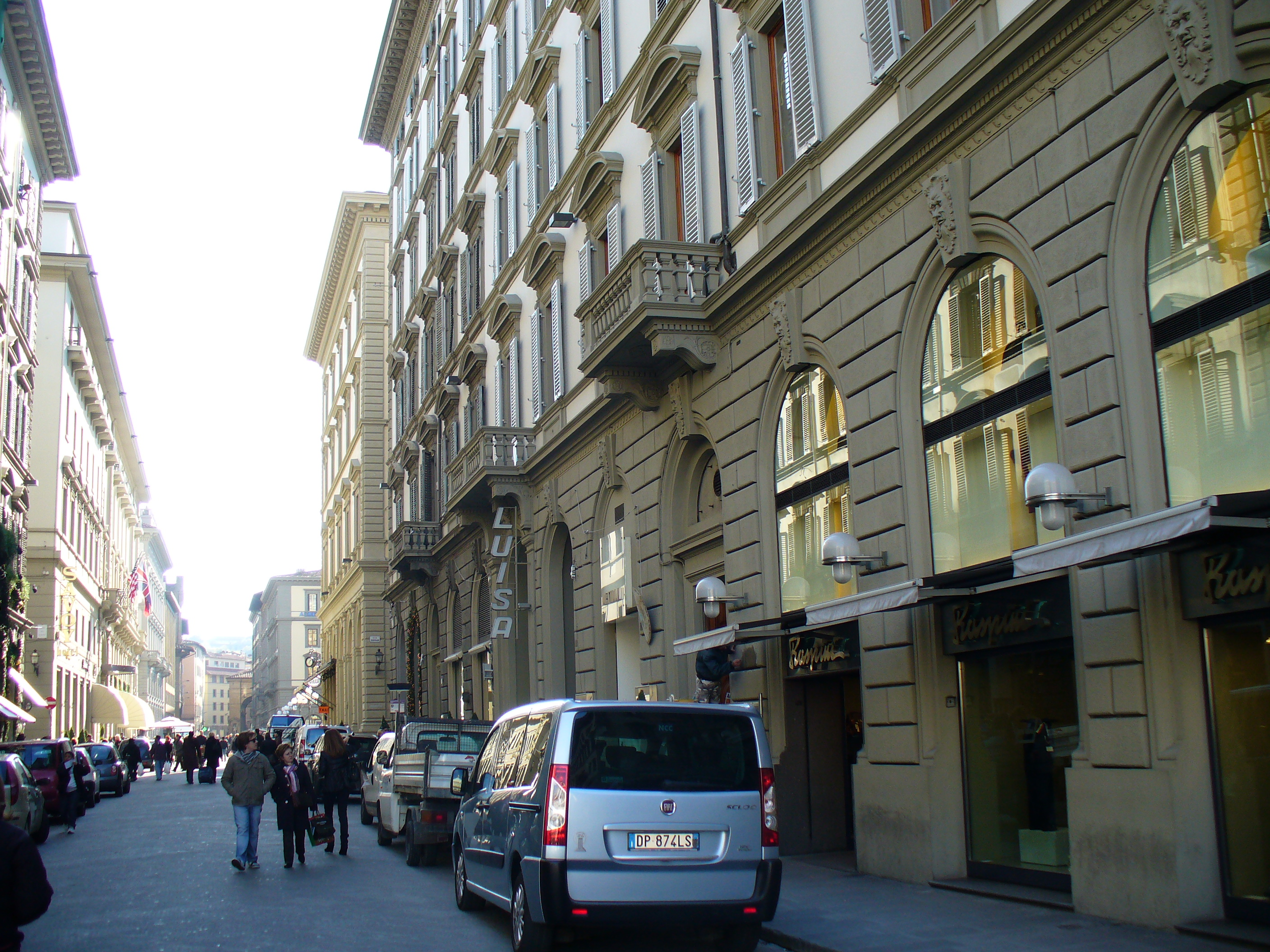
Via Roma a Firenze

Via Roma è una denominazione urbanistica, la più diffusa nei Comuni d'Italia, imposta dal regime fascista di Benito Mussolini.
Il 1º agosto 1931 i podestà, che amministravano allora i comuni, ricevettero una circolare da parte dei prefetti che esprimeva l'ordine di intitolare una via non secondaria di ogni centro al nome di Roma con l'inizio dell'anno X dell'era fascista (28 ottobre 1931).

## Via Roma in alcune città italiane
- Via Roma a Cagliari
- Via Roma a Enna
- Via Roma a Firenze
- Via Roma a Genova

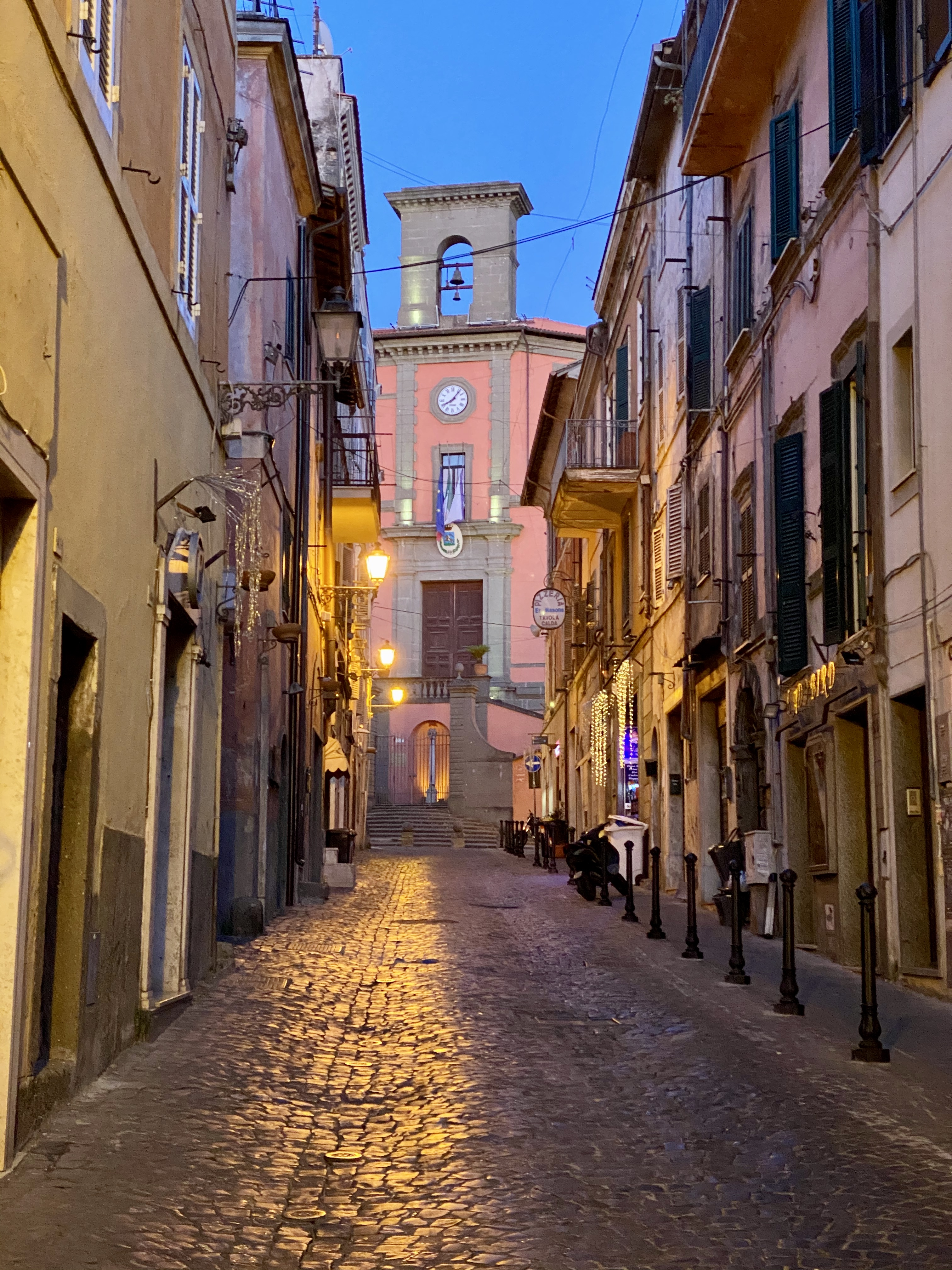
Via Roma a Marino (agosto 2020). Sullo sfondo, Palazzo Colonna.

- Via Roma a Marino nella Città metropolitana di Roma
- Via Roma a Palermo
- Via Roma a Rieti
- Via Roma a Siena
- Via Roma a Torino
- Piazzale Roma a Venezia
- Corso Roma a Lodi

## Elenco dei comuni privi di una via Roma
Attualmente (oltre alla città di Roma, che però possiede una Via Roma Libera nel rione Trastevere) alcuni comuni risultano privi di una "via Roma". I motivi possono essere diversi, non ultimo perché i sindaci, eletti democraticamente dopo la Liberazione, operarono per rimuovere l'imposizione fascista.
- Abbiategrasso
- Agrigento
- Albisola Superiore
- Arosio - in epoca fascista era unito al comune di Carugo, quando nel 1950 i due comuni tornarono indipendenti, via Roma rimase sul territorio di Carugo.
- Baranzate - in quanto fino al 2004 facente parte del comune di Bollate.
- Bari - piazza Roma cambiò nome in piazza Roma XX Settembre e poi in piazza Aldo Moro, tuttavia il toponimo è presente in numerosi ex comuni indipendenti, ora parte del comune, quali Carbonara, Santo Spirito, Torre a Mare e Loseto.
- Bologna - via Roma (già via Principe Amedeo), odonimo che sostituì via delle Casse, nel 1949 assunse due nomi diversi: il tratto fino a Piazza dei Martiri mutò in via Guglielmo Marconi, mentre il rimanente tratto fu ribattezzato via Giovanni Amendola[1]; attualmente esiste un breve viale Roma nel quartiere Savena.
- Busca
- Bussoleno
- Casoria
- Castelnuovo Parano
- Castino
- Cattolica
- Cavallino-Treporti - in quanto fino al 1999 facente parte del comune di Venezia (ove esiste il piazzale Roma).
- Cavriana - ora via Porta Antica.
- Cividale del Friuli
- Cervatto
- Conegliano
- Covo
- Crevoladossola
- Dolo
- Elmas
- Este
- Farra di Soligo
- Ferrara
- Fiesso d'Artico
- Fiumicino - in quanto fino al 1992 facente parte del comune di Roma.
- Formia
- Garniga Terme
- Grigno
- Imola[2]
- Inveruno - Via Roma, via centrale del paese, è stata rinominata Via Marcora, in onore di Giovanni Marcora, politico e imprenditore originario del comune.
- Lecce - piazza Roma, situata davanti a Porta San Biagio, ha mutato nome in piazza d'Italia; attualmente esiste un viale Roma.
- Marradi
- Milano - dopo la seconda guerra mondiale, corso Roma riprese la precedente denominazione di corso di Porta Romana.
- Mira
- Mirano - dall'inizio degli anni 1970 via Antonio Gramsci; una nuova via Roma è stata inaugurata nel 2007 in una zona di recente lottizzazione[3].
- Misiliscemi - in quanto fino al 2021 facente parte del comune di Trapani.
- Moena - nel 1984 il consiglio comunale decise di intitolare la strada principale del paese a Richard Löwy, ex militare austro-ungarico ebreo e cittadino onorario, vittima dell'olocausto nazista.[4]
- Mola di Bari - l'ex corso Roma è ora intitolato a Giuseppe Di Vagno; attualmente esiste una via Roma nella frazione di Cozze.
- Montemurro - ora piazza Garibaldi, dopo aver intitolato l'ex corso Garibaldi a Leonardo Sinisgalli.
- Monteriggioni - nel 2021, la Piazza Roma fu rinominata "Piazza Dante Alighieri" per celebrare i settecento anni dalla scomparsa del poeta toscano.[5]
- Napoli - la centrale via Toledo, così denominata in onore del viceré Don Pedro di Toledo, fu rinominata Via Roma nel 1870, all'indomani della Presa di Roma, per poi ritornare all'antico nome circa un secolo dopo, nel 1980. Attualmente esiste una via Roma nel quartiere di Scampia, così denominata per evitare confusioni con via Toledo.
- Noale - nel 1945 fu rinominata "Via Renato Pighin", da metà anni 70 ha assunto l'attuale denominazione di Via Ubaldo Bregolini.
- Ogliastro Cilento
- Omegna
- Opera
- Pallanzeno
- Piana degli Albanesi
- Pianezza
- Predosa
- Rho
- Robbiate
- Rovigo
- Riese Pio X
- Ripacandida
- Rivanazzano Terme
- Savona
- San Vito Lo Capo
- Sant'Angelo Lodigiano
- Soresina
- Spirano
- Tarantasca
- Uzzano - in epoca fascista comprendeva Chiesina Uzzanese, dove fu intitolata la strada. Quando i comuni si separarono, Uzzano rimase senza una via Roma.
- Valenzano
- Valverde - in quanto fino al 1951 facente parte del comune di Aci Sant'Antonio
- Varese - nel 1979 Corso Roma fu rinominato Corso Moro, intitolato ad Aldo Moro.
- Vittuone
- Voghera - dopo la Liberazione via Roma cambiò nome in via Gramsci (analogamente via Torino fu dedicata a don Minzoni, via Milano a Matteotti, corso Genova ai fratelli Rosselli).